# Katolicki Uniwersytet Ameryki

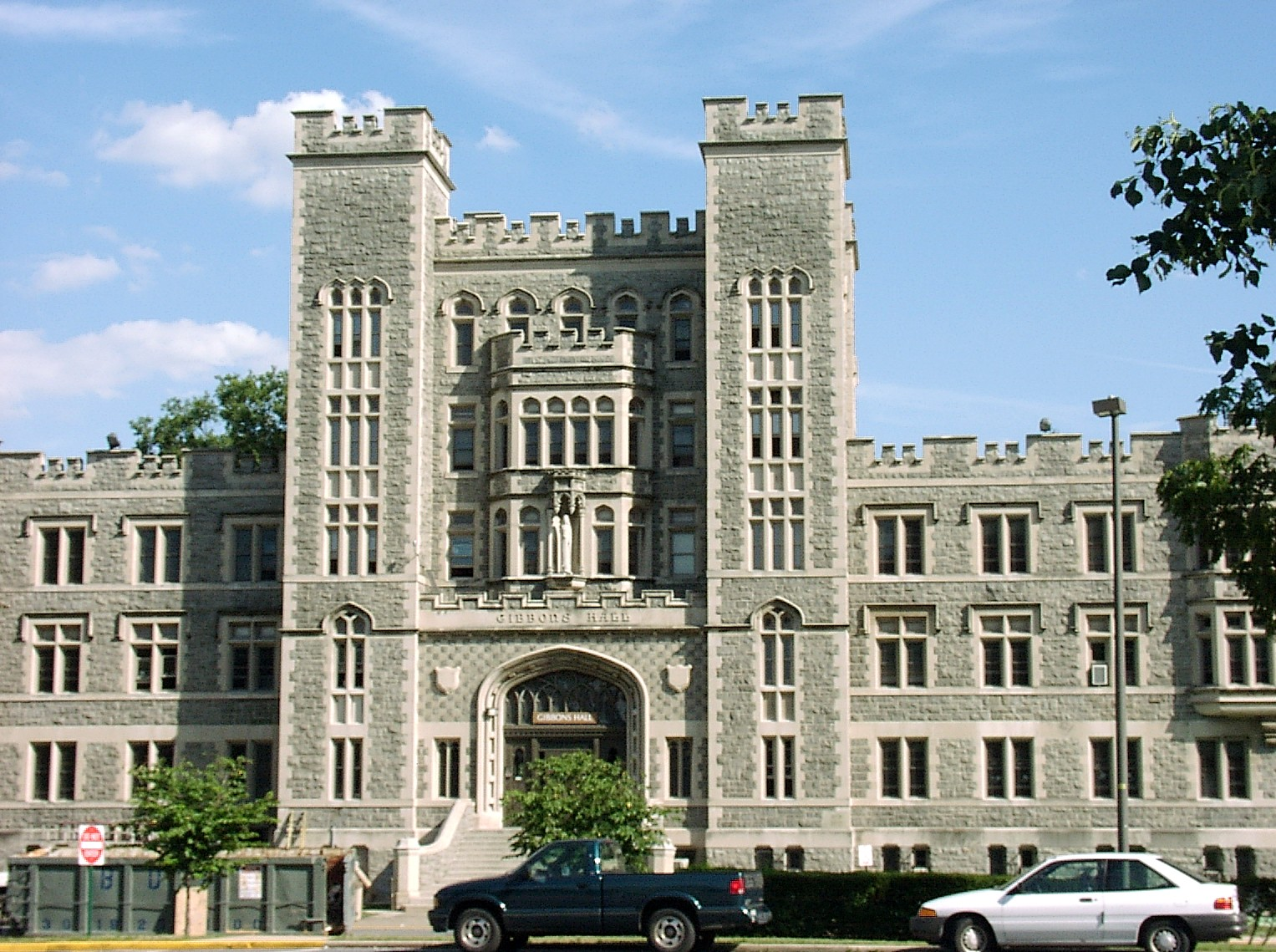
Gibbons Hall wzniesiony w 1911

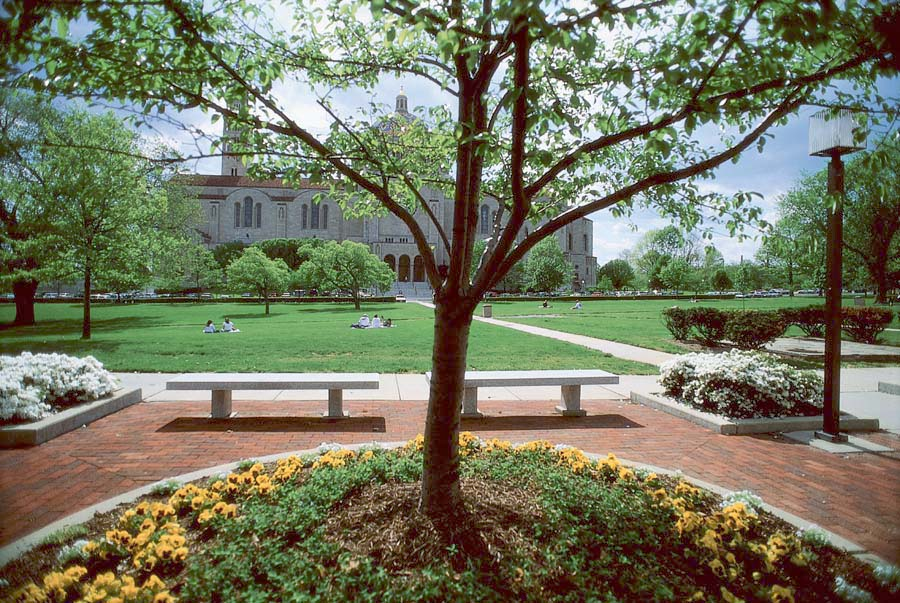
The Mall

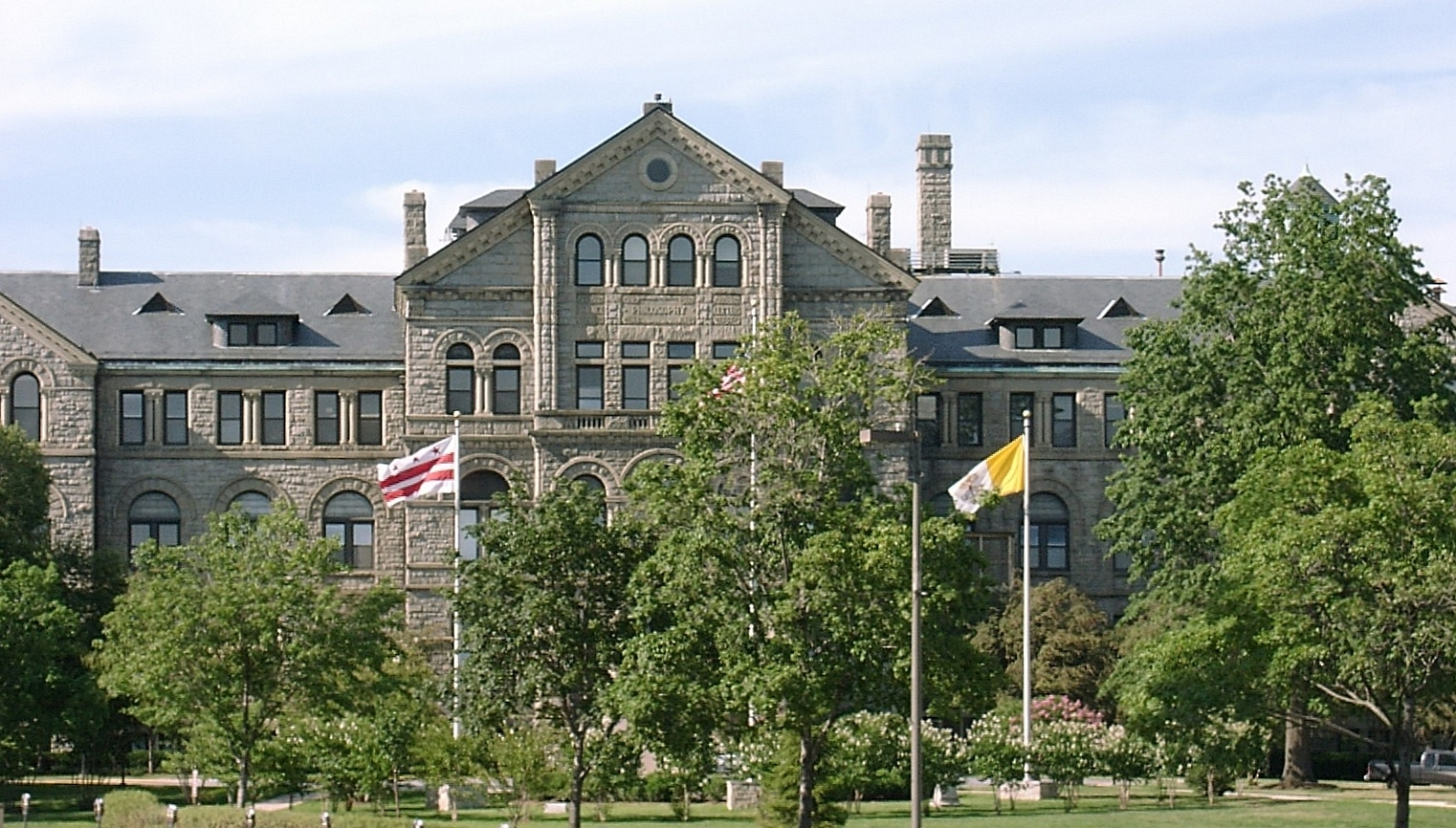
Katolicki Uniwersytet Ameryki

Katolicki Uniwersytet Ameryki (ang. The Catholic University of America) – amerykańska uczelnia niepubliczna w północno-wschodniej części Waszyngtonu.
Jest jedyną instytucją edukacji wyższej ufundowaną przez amerykańskich biskupów Kościoła rzymskokatolickiego. Uniwersytet założony został w roku 1887, po wyrażeniu zgody przez papieża Leona XIII, jako uczelnia prowadząca studia na poziomie magisterskim. Kształcenie na poziomie licencjackim (undergraduate) rozpoczęto w 1904. Kampus ulokowany jest w dzielnicy Brookland.

## Struktura i nauczanie
Uczelnia posiada 11 wydziałów (schools) oraz Metropolitan College, jak również 21 centrów badawczych. Wydziały prowadzą programy doktorskie w 41 dyscyplinach oraz 90 programów magisterskich (Master's Degrees). Nauczanie na poziomie licencjackim prowadzone jest na 83 kierunkach przez sześć wydziałów: architektury i planowania, nauk ścisłych i humanistycznych, inżynierii, muzyki, pielęgniarstwa i filozofii.
Katolicki Uniwersytet Ameryki jest jedyną szkołą w Stanach Zjednoczonych prowadzącą studia w zakresie prawa kanonicznego oraz jedną z nielicznych amerykańskich uczelni mających wydziały filozofii i teologii katolickiej. Theological College, uniwersyteckie seminarium duchowne, przygotowuje mężczyzn z wielu diecezji do święceń kapłańskich.
59% kadry stanowią katolicy.

### Wydziały
- School of Architecture and Planning
- School of Arts and Sciences
- School of Canon Law
- School of Engineering
- Columbus School of Law
- School of Library and Information Science
- Benjamin T. Rome School of Music
- School of Nursing
- School of Philosophy
- National Catholic School of Social Service
- School of Theology and Religious Studies
- Metropolitan College

### Centra badawcze
- Center for Advanced Training in Cell and Molecular Biology
- Center for Advancement of Catholic Education
- Center for American Catholic Studies
- Center for Catalan Studies
- Center for Irish Studies
- Center for Medieval and Byzantine Studies
- Center for Pastoral Studies
- Center for the Study of Culture and Values
- Center for the Study of Early Christianity
- Center for the Study of Energy and Environmental Stewardship
- Center for Ward Method Studies
- Homecare and Telerehabilitation Technology Center
- Institute for Biomolecular Studies
- Institute for Christian Oriental Research
- Institute for Communications Law Studies
- Institute for Sacred Music
- Institute for Social Justice
- Institute of Musical Arts
- Latin American Center for Graduate Studies in Music
- Life Cycle Institute
- Vitreous State Laborator

## Działalność w Polsce
Columbus School of Law ściśle współpracuje z Wydziałem Prawa i Administracji Uniwersytetu Jagiellońskiego. Uniwersytety organizują wspólnie trzy programy nauczania:
- Szkoła Prawa Amerykańskiego (American Law Program)
- LL.M. in American Law
- International Business and Trade Summer Law Program

International Business and Trade Summer Law Program CUA Columbus School of Law Katolickiego Uniwersytetu Ameryki, jest jednym z nielicznych programów zagranicznych akredytowanych przez American Bar Association. 